# Ralph Hall
Ralph Moody Hall, född 3 maj 1923 i Fate, Texas, död 7 mars 2019 i Rockwall, Texas, var en amerikansk politiker. Han representerade delstaten Texas fjärde distrikt i USA:s representanthus 1981–2015. Hall bytte 2004 parti från demokraterna till republikanerna.
Hall gick i skola i Rockwall High School i Rockwall. Han tjänstgjorde i USA:s flotta 1942–1945. Han studerade 1943 vid Texas Christian University och 1946–1947 vid University of Texas at Austin. Han avlade 1951 juristexamen vid Southern Methodist University och inledde 1951 sin karriär som advokat i Rockwall. Han var ledamot av delstatens senat 1962–1972.
Kongressledamoten Ray Roberts kandiderade inte till omval i kongressvalet 1980. Hall besegrade republikanen John Wright i kongressvalet och efterträdde Roberts i representanthuset i januari 1981.
Hall profilerade sig som en konservativ demokrat i representanthuset. Han röstade för att ställa USA:s president Bill Clinton inför riksrätt och stödde sedan guvernören i Texas George W. Bush i presidentvalet i USA 2000. Hall bytte parti till republikanerna i januari 2004. En av orsakerna var hans stöd till Irakkriget.